# Список видов семейства Synaphridae
Список всех описанных видов пауков семейства Synaphridae на 10 июня 2011 года.

## Africepheia
Africepheia Miller, 2007
- Africepheia madagascariensis Miller, 2007 — Мадагаскар

## Cepheia
Cepheia Simon, 1894
- Cepheia longiseta (Simon, 1881) — Южная Европа

## Synaphris
Synaphris Simon, 1894
- Synaphris agaetensis Wunderlich, 1987 — Канарские Острова
- Synaphris calerensis Wunderlich, 1987 — Канарские Острова
- Synaphris dalmatensis Wunderlich, 1980 — Хорватия
- Synaphris franzi Wunderlich, 1987 — Канарские Острова
- Synaphris lehtineni Marusik, Gnelitsa & Kovblyuk, 2005 — Украина
- Synaphris letourneuxi (Simon, 1884) — Египт
- Synaphris orientalis Marusik & Lehtinen, 2003 — Туркменистан
- Synaphris saphrynis Lopardo, Hormiga & Melic, 2007 — Испания
- Synaphris schlingeri Miller, 2007 — Мадагаскар
- Synaphris toliara Miller, 2007 — Мадагаскар
- Synaphris wunderlichi Marusik & Zonstein, 2011 — Израиль